# Corazón
El corazón (del latín: cor) es el órgano principal del aparato circulatorio de los animales. En el caso de los vertebrados, incluyendo los mamíferos, es un órgano muscular hueco, de paredes gruesas y contráctiles, que funciona como una bomba, impulsando la sangre a través de las arterias para distribuirla por todo el cuerpo.
En mamíferos y aves, el corazón se divide en cuatro cámaras: la aurícula derecha, la aurícula izquierda, el ventrículo derecho y el ventrículo izquierdo. Los peces tienen únicamente una aurícula y un ventrículo, mientras que en la mayoría de los reptiles disponen de dos aurículas y un ventrículo.
La pared del corazón está formada por tres capas histológicas diferentes: el epicardio, el miocardio y el endocardio. Externamente se encuentra rodeado por un saco protector, el pericardio, que contiene una pequeña cantidad de líquido amortiguador llamado líquido pericárdico. El tejido mayoritario es músculo cardíaco o miocardio, un tipo de músculo estriado involuntario que solo se encuentra en este órgano.
Para que tenga lugar el bombeo de la sangre son necesarios dos movimientos complementarios, la sístole, o contracción, y la diástole, o relajación. La sangre sale del corazón siempre a través de las arterias, concretamente la arteria aorta y las arterias pulmonares; mientras que vuelve a entrar a través de la vena cava y las venas pulmonares. El flujo de sangre en un corazón sano solo tiene un sentido, fenómeno que se asegura gracias a la presencia de válvulas cardíacas.

## Estructura

Aparato circulatorio simple de los peces. El corazón dispone de una aurícula y un ventrículo.

Aparato circulatorio de los anfibios. El corazón dispone de dos aurículas y un ventrículo.

Aparato circulatorio de los mamíferos. El corazón dispone de dos aurículas y dos ventrículos.

Un aparato circulatorio está formado por un conjunto de vasos que distribuyen la sustancias nutritivas y/o el oxígeno a todas las células y un sistema de bombeo o corazón. La tendencia evolutiva es la especialización de una porción de algún vaso que se musculariza para transformarse en corazón impulsor del fluido circulatorio. En un aparato circulatorio cerrado, las arterias transportan la sangre hasta los tejidos y órganos en donde se distribuye en vasos muy pequeños llamados capilares, para retornar nuevamente al corazón a través de las venas. Por el contrario en los sistemas circulatorios abiertos, los vasos salen del corazón y transportan el fluido circulatorio hasta un conjunto de espacios o senos ubicados en los órganos, desde donde el fluido retorna al corazón a través de vasos, o directamente mediante un conjunto de pequeños orificios que reciben el nombre de ostiolos. Cada uno de estos sistemas presentan ventajas e inconvenientes, pero están adaptados a la forma de vida de los diferentes organismos. Los sistemas circulatorios cerrados se presentan sobre todo en los vertebrados, mientras que los sistemas abiertos son más habituales en los invertebrados, con algunas excepciones, los cefalópodos como el pulpo son invertebrados pero disponen de un sistema cerrado.

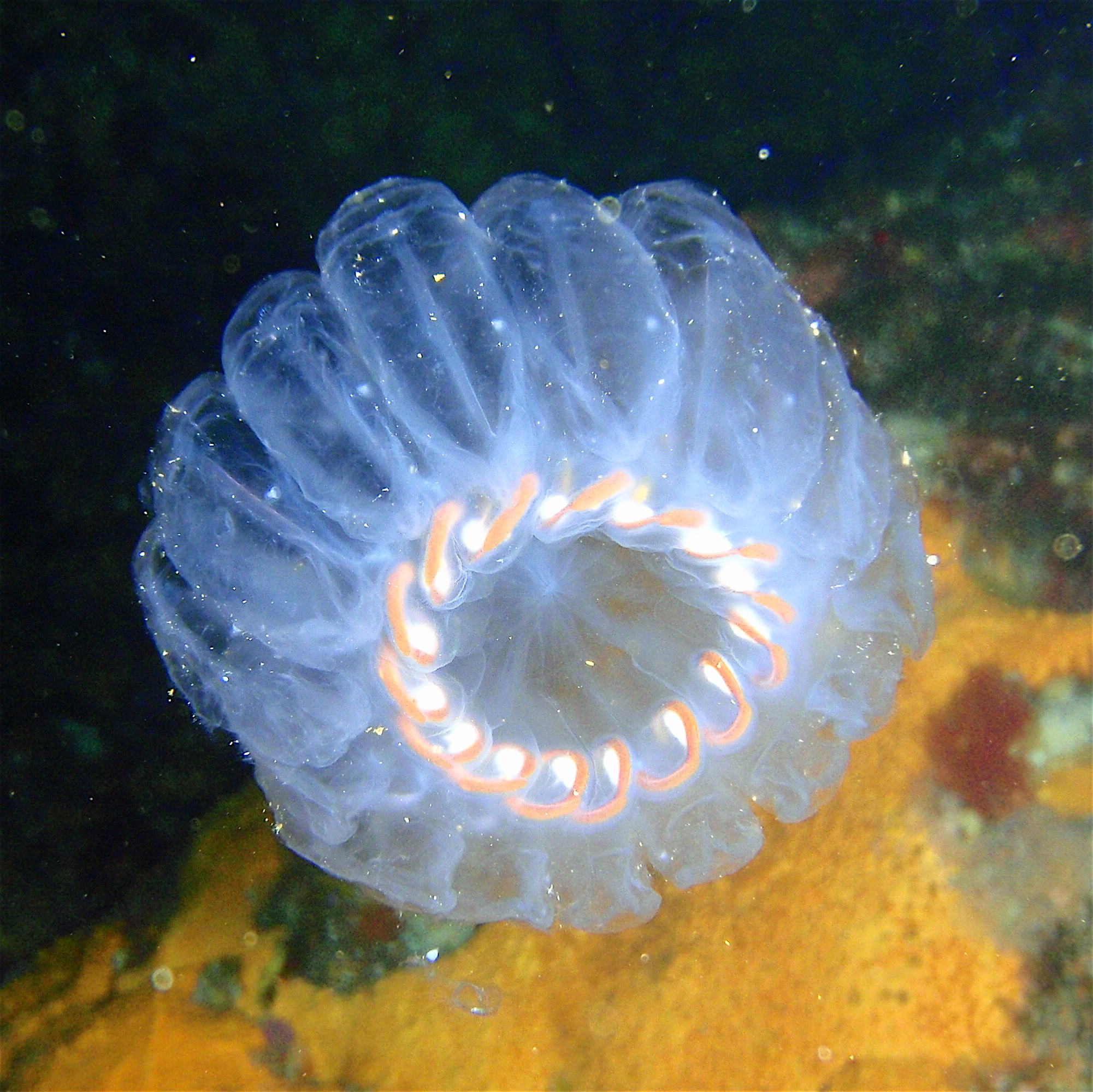
En los tunicados el aparato circulatorio está poco desarrollado, existe un corazón tubular que realiza sus latidos de forma peristáltica.

La estructura del corazón varía entre las diferentes ramas del reino animal:
Los poríferos, celentereos, platelmintos y nematodes carecen de vasos y fluido circulatorio, por lo tanto no tienen corazón. Los equinodermos no tienen corazón propiamente dicho y el fluido circulatorio se mueve por la contracción de los vasos. En los tunicados el aparato circulatorio está poco desarrollado, existe un corazón tubular que realiza sus latidos de forma peristáltica, y del que salen dos vasos sanguíneos que transportan la hemolinfa hacia la parte anterior y posterior del animal.
La mayor parte de los invertebrados tienen un aparato circulatorio abierto, con la excepción de algunos gusanos anélidos y los moluscos cefalópodos como los calamares y los pulpos que tienen aparato circulatorio cerrado. Los cefalópodos incluyen los calamares gigantes que son los invertebrados de mayor tamaño del planeta, este grupo de animales cuentan con tres corazones, un corazón sistémico y dos auxiliares.
Los vertebrados tienen un aparato circulatorio cerrado, el corazón ha evolucionada a partir de una estructura ancestral común y se ha diversificado en los distintos grupos. Los peces tienen circulación simple, por ello el corazón dispone solamente de dos cámaras. En la circulación doble que se ha desarrollado evolutivamente en los vertebrados terrestres, la sangre pasa dos veces por el corazón por cada vuelta al circuito completo y el órgano dispone de tres o cuatro cámaras.
Los anfibios y la mayoría de reptiles tienen un aparato circulatorio doble con dos aurículas y un ventrículo único. Las aves y los mamíferos disponen de dos ventrículos separados y dos aurículas, representan el grado máximo de compartimentalización del corazón, con un total de cuatro cámaras. Se cree que el corazón tetracameral de las aves evolucionó independientemente del de los mamíferos. 
Todos los mamíferos disponen de un aparato circulatorio doble, la parte derecha del corazón impulsa la sangre pobre en oxígeno a través de la arteria pulmonar hacia los pulmones para que se oxigene (circulación pulmonar), mientras la parte izquierda del corazón distribuye la sangre oxigenada hasta los tejidos a través de la arteria aorta y sus ramificaciones (circulación sistémica). La sangre pasa de la aurícula derecha al ventrículo derecho y de la aurícula izquierda al ventrículo izquierdo a través de los orificios auriculoventriculares, por lo cual en estos animales la sangre venosa y arterial no se mezclan.

## Corazón humano

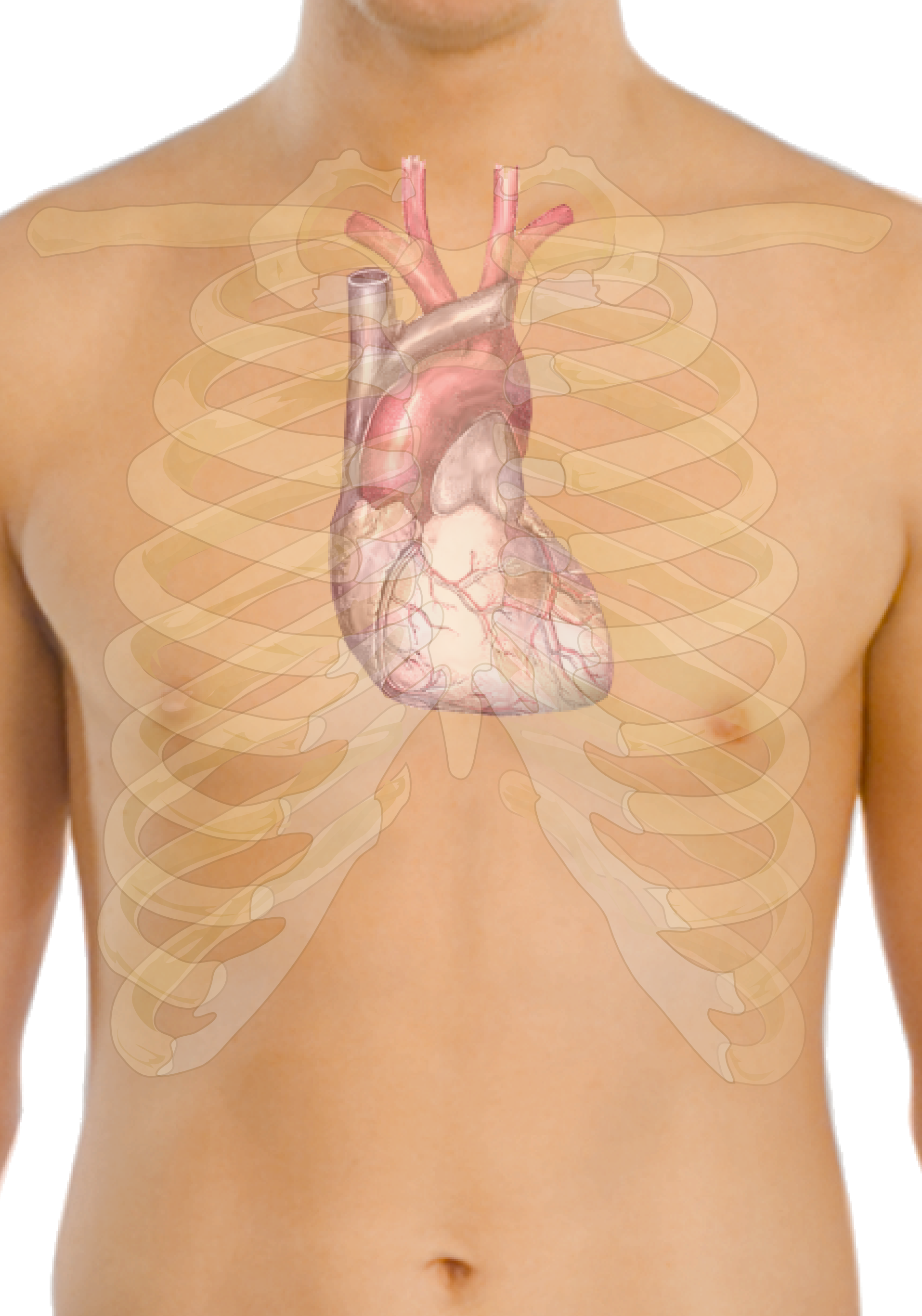
Anatomía superficial del corazón. El corazón se localiza en la región central del tórax, entre los dos pulmones.

### Anatomía
El corazón humano dispone de cuatro cámaras; dos aurículas y dos ventrículos. Tiene el tamaño de un puño y la forma de una pirámide inclinada con la punta situada abajo y hacia la izquierda. Se localiza en la región central del tórax entre los dos pulmones, espacio conocido en terminología anatómica como mediastino. La parte inferior descansa sobre el diafragma, las caras laterales están contiguas al pulmón derecho e izquierdo y la cara anterior se sitúa detrás del esternón. El ápice o punta del corazón se sitúa en el quinto espacio intercostal izquierdo, medialmente a la línea medioclavicular. Es el lugar de la pared torácica donde el impulso del corazón se palpa mejor.

Corazón humano

El corazón izquierdo está formado por la aurícula izquierda y el ventrículo izquierdo. Recibe la sangre oxigenada proveniente de los pulmones a través de las cuatro venas pulmonares y la distribuye a través de la arteria aorta por todo el organismo. El corazón derecho está formado por la aurícula derecha y el ventrículo derecho. Recibe la sangre que proviene de todo el cuerpo a través de la vena cava superior y vena cava inferior y la impulsa hacia los pulmones a través de la arteria pulmonar.
La pared del corazón está formada por tres capas: endocardio, miocardio y pericardio. 
El endocardio tapiza las cavidades internas, tanto aurículas como ventrículos y está en contacto con la sangre.
El miocardio representa la mayor parte de la pared del corazón y está formado por un tejido muscular especializado que se contrae cíclicamente para impulsar la sangre. La anchura del miocardio en el ventrículo izquierdo es mayor que en el ventrículo derecho y las aurículas.
El pericardio es una membrana de gran consistencia que rodea totalmente el corazón y permite que tenga lugar la contracción cardiaca sin que se produzca rozamiento con las estructuras adyacentes, está formado por dos capas, una visceral unida estrechamente a la superficie del órgano y otra parietal, quedando entre ambas un espacio muy estrecho que está relleno por alrededor de 30 ml de líquido pericárdico que reduce la fricción durante las contracciones del corazón..

#### Circulación coronaria

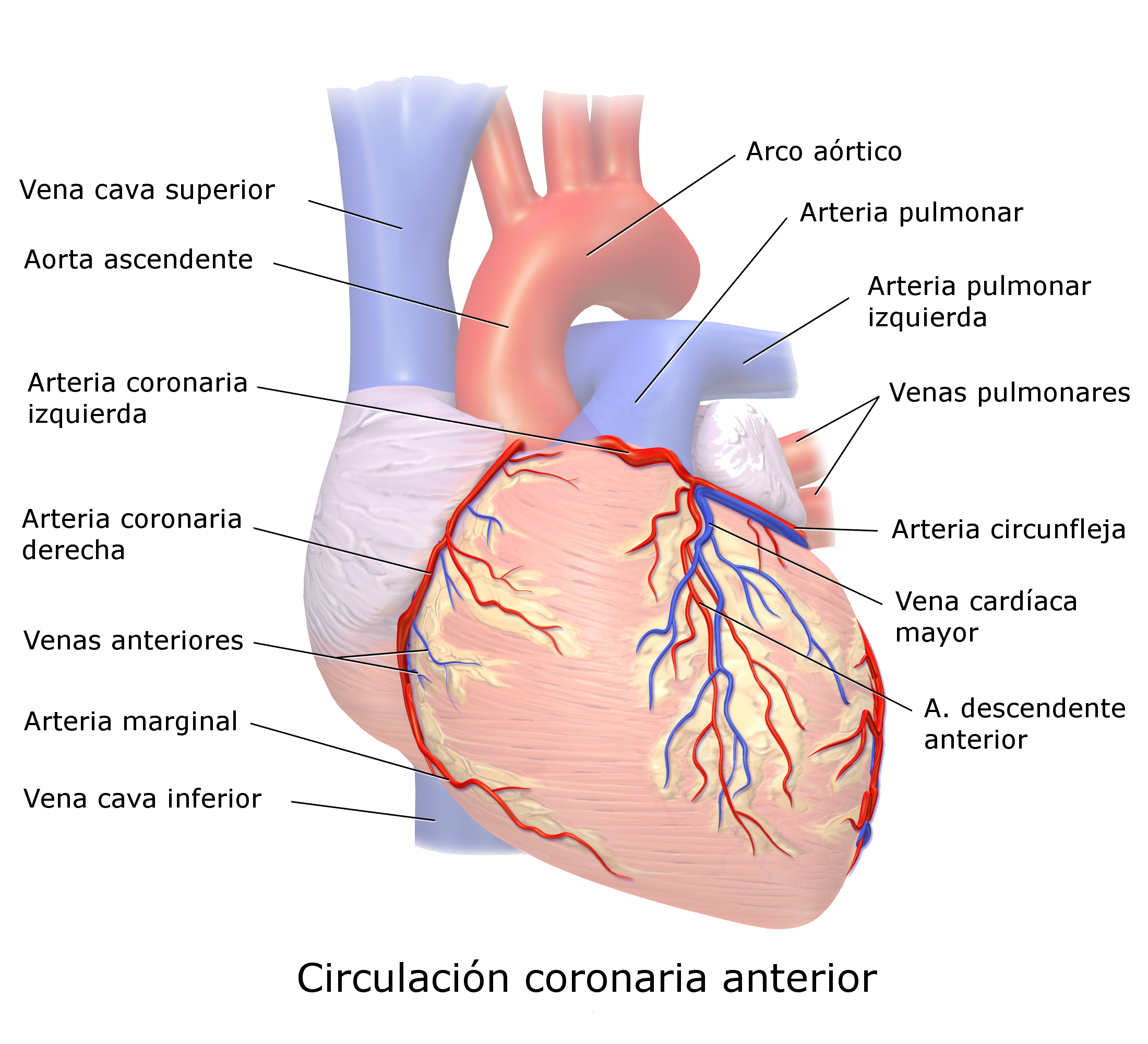
Circulación coronaria.

El músculo cardiaco recibe aporte sanguíneo y oxígeno mediante la circulación coronaria formada por la arteria coronaria izquierda y derecha.
La circulación coronaria tiene algunas características especiales, el corazón presenta un metabolismo aeróbico, por este motivo precisa un aporte de oxígeno constante. La contracción del miocardio genera la presión arterial y hace posible el flujo sanguíneo a todos los órganos y tejidos del organismo, por lo que su correcto funcionamiento es crucial. Cuando la circulación coronaria se obstruye por un trombo, las consecuencias pueden ser fatales, ya que se produce un desequilibrio entre el aporte coronario y las demandas miocárdicas de oxígeno.

#### Válvulas cardiacas

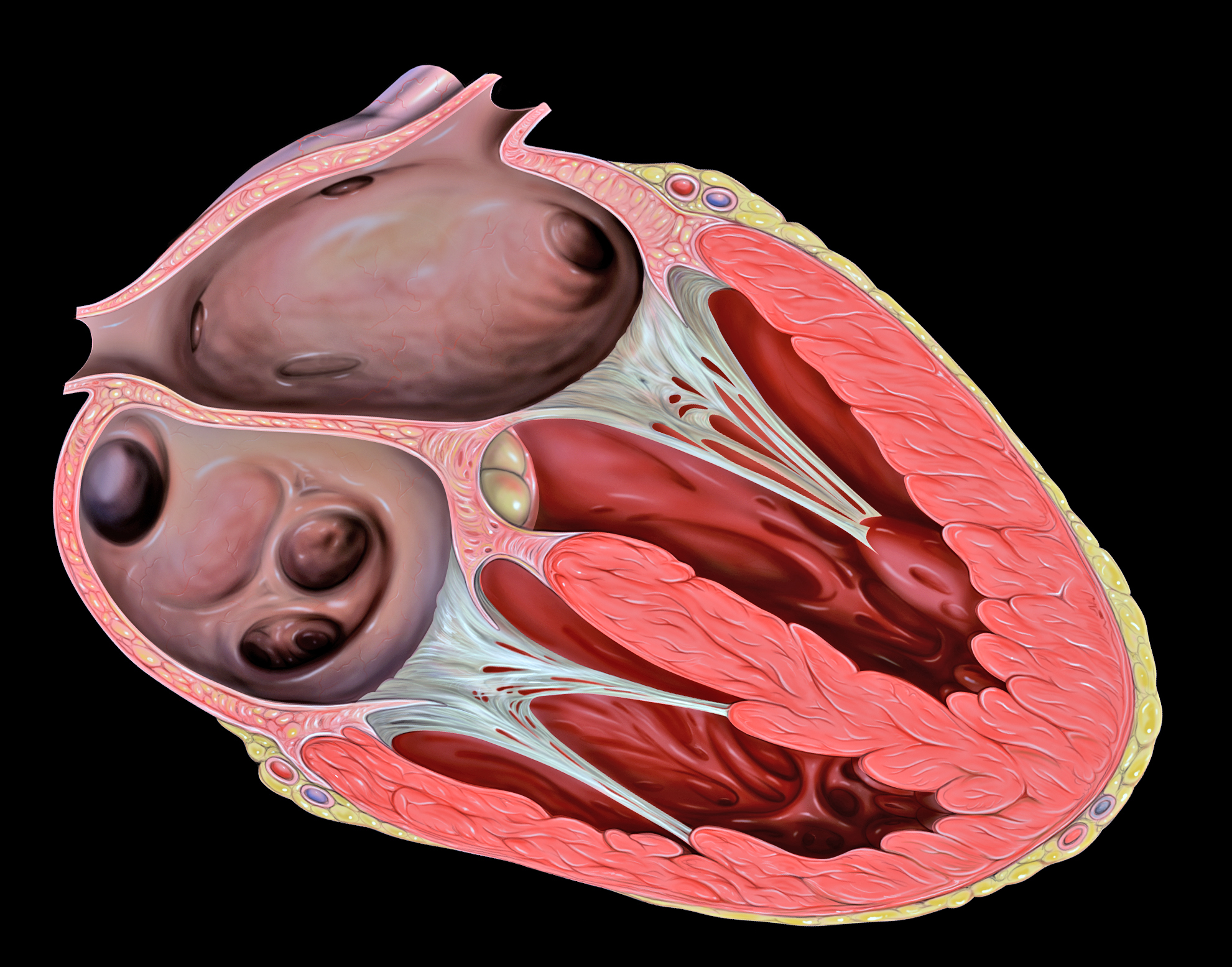
Corte coronal el corazón en el que son visibles las cuatro cavidades y las válvulas mitral y tricúspide

En los conductos de salida de las cuatro cavidades del corazón se encuentran las válvulas cardiacas. Cuando se abren, permiten que la sangre fluya, cuando se cierran impiden que la sangre retroceda. Son las cuatro siguientes:
- Válvula tricúspide. Se encuentra entre la aurícula derecha y el ventrículo derecho.
- Válvula pulmonar. Se encuentra entre el ventrículo derecho y la arteria pulmonar.
- Válvula mitral o bicúspide. Se encuentra entre la aurícula izquierda y el ventrículo izquierdo.
- Válvula aórtica. Se encuentra entre el ventrículo izquierdo y la arteria aorta.

Flujo vascular a través de las cámaras cardíacas.

Cuando el ventrículo izquierdo se relaja, la válvula aórtica se cierra y la válvula mitral se abre, de esta forma la sangre pasa sin problemas desde la aurícula izquierda hacia el ventrículo izquierdo, en cambio cuando el ventrículo izquierdo se contrae, la válvula mitral se cierra y la válvula aórtica se abre, por lo que la sangre no puede retroceder hacia la aurícula y fluye libremente hacia la aorta.
En el corazón derecho tiene lugar un proceso similar, cuando el ventrículo derecho se relaja, la válvula pulmonar se cierra y la válvula tricúspude se abre, de esta forma la sangre pasa desde la aurícula derecha hacia el ventrículo izquierdo, en cambio cuando el ventrículo derecho se contrae, la válvula tricúspide se cierra y la válvula pulmonar se abre, por lo que la sangre no puede retroceder hacia la aurícula derecha, y fluye libremente hacia la arteria pulmonar.

### Fisiología

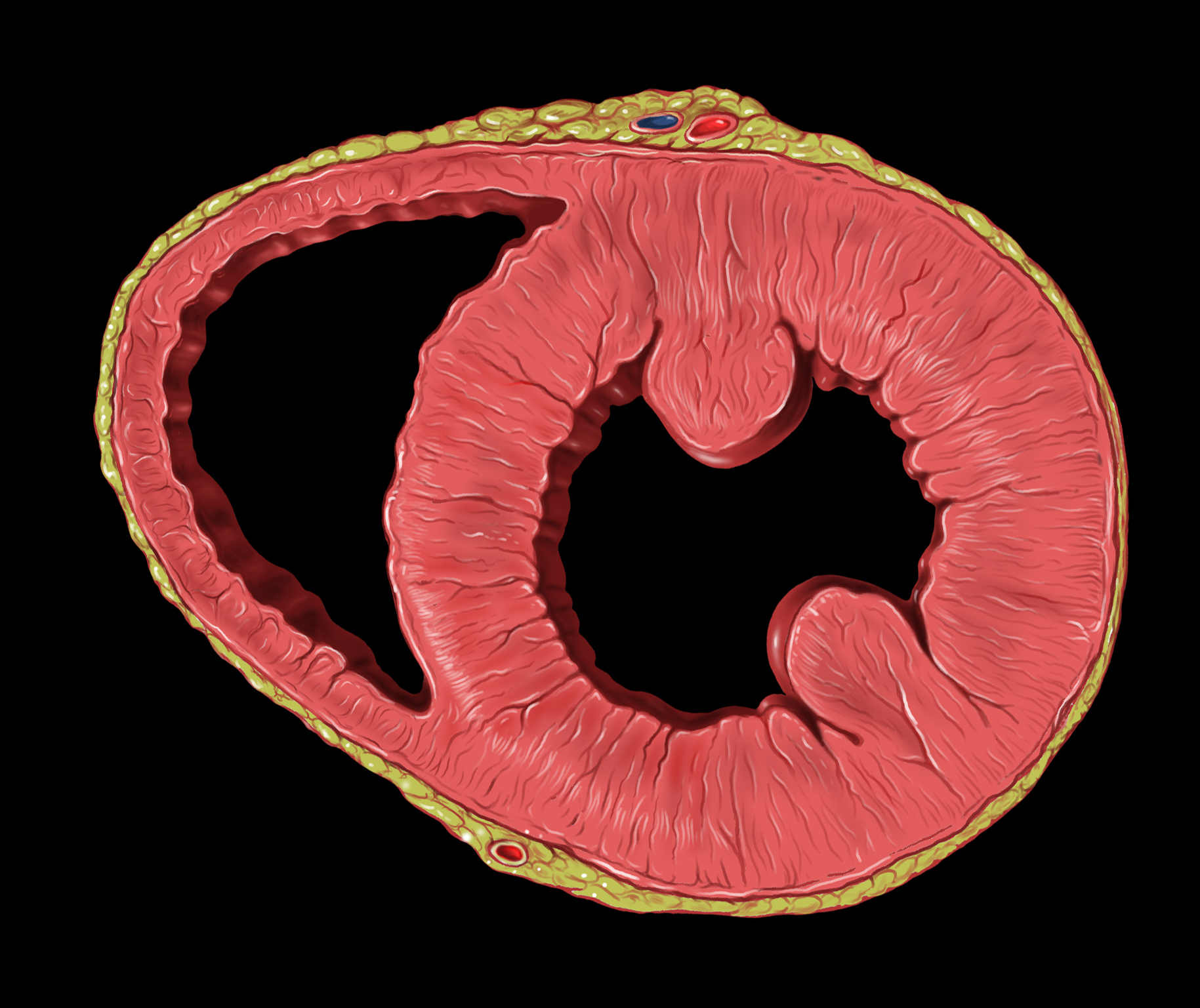
Sección del corazón según ilustración de Lynch, a la izquierda se representa el ventrículo derecho y a la derecha el ventrículo izquierdo. Puede observarse que la pared del ventrículo izquierdo es más gruesa que la del derecho.

El ciclo cardíaco está formado por una fase de relajación y llenado ventricular que se llama diástole, seguida de una fase de contracción y vaciado ventricular que se llama sístole. Durante la sístole el ventrículo se contrae para expulsar la sangre hacia los tejidos. Por el contrario durante la diástole el ventrículo se relaja para recibir la sangre procedente de las aurículas. El ciclo cardíaco ocurre de forma simultánea en los dos ventrículos, sin embargo el ventrículo derecho impulsa la sangre hacia la arteria pulmonar donde la presión es más baja y el ventrículo izquierdo hacia la arteria aorta donde la presión es más alta y la resistencia mayor. Por ello el trabajo que debe realizar el ventrículo derecho es menor y el miocardio del ventrículo derecho es menos grueso que el del ventrículo izquierdo.
Se llama gasto cardíaco a la cantidad de sangre que bombea cada uno de los ventrículos del corazón durante un minuto. Depende de la frecuencia cardíaca y el volumen expulsado a lo largo de la contracción de un ventrículo (volumen de eyección). Por lo tanto el gasto cardíaco de una persona que tenga una frecuencia de 70 latidos por minuto y 68 mL de volumen de eyección sería el siguiente: GC = 70 x 68 = 4760 mL/minuto. A lo largo de la vida de una persona el corazón realiza una tarea formidable, bombeando unos 7000 litros de sangre al día durante muchos años, latiendo alrededor de 2500 millones de veces a lo largo de una vida completa.

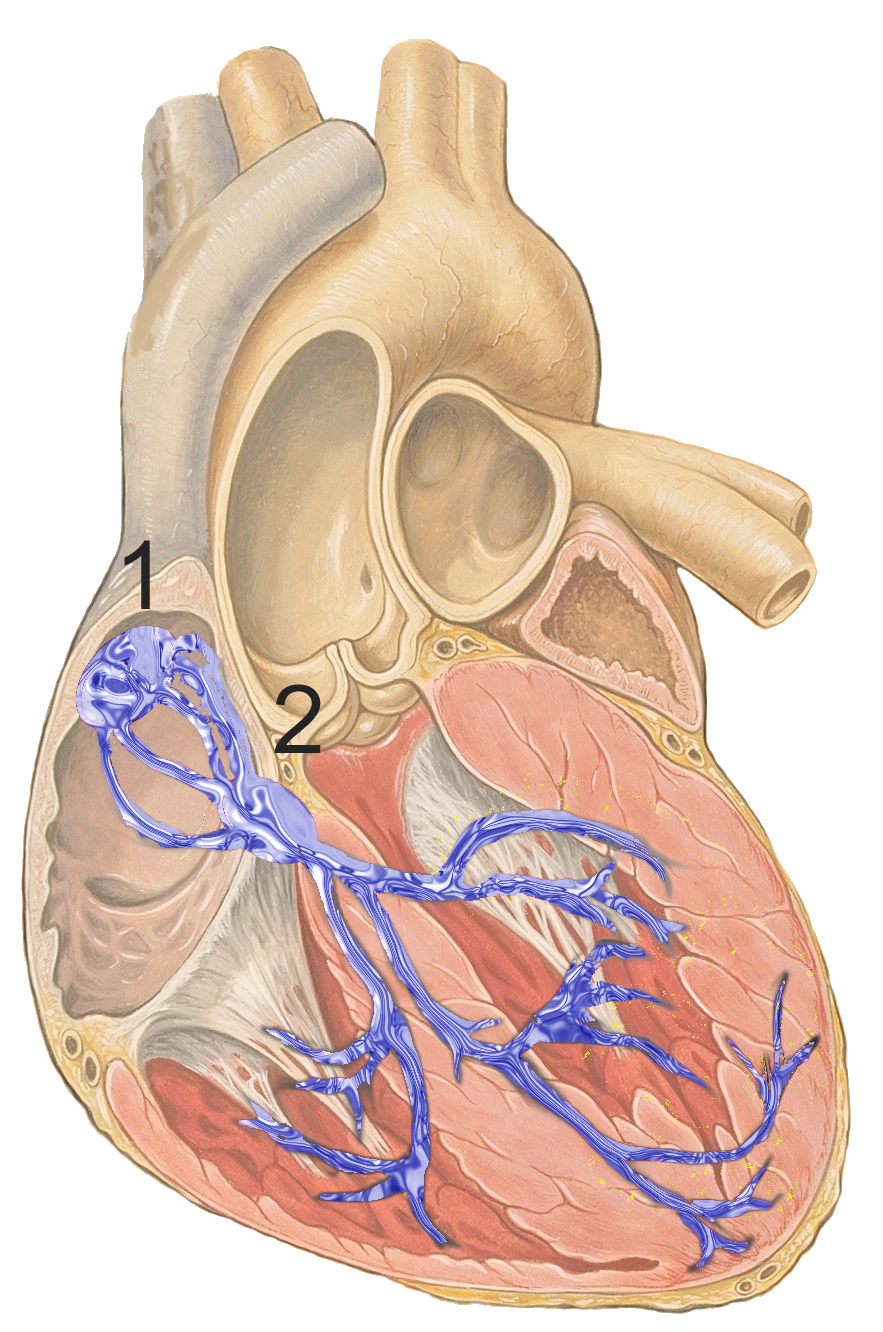
Sistema de conducción eléctrica del corazón. 1 Nódulo sinoauricular, 2 Nódulo auriculoventricular.

El músculo cardíaco a diferencia del músculo esquelético es miogénico, esto quiere decir que tiene la capacidad de excitarse eléctricamente a sí mismo sin que intervengan órdenes directas del sistema nervioso central. Está propiedad hace que el corazón se contraiga de forma espontánea a intervalos regulares, con una frecuencia de entre 60 y 80 veces por minuto en condiciones normales. El sistema de conducción eléctrico del corazón es el encargado de conseguir que una vez se produce el estímulo eléctrico inicial, este se transmita a todas las células musculares con capacidad contráctil, lo cual es indispensable para una acción de bomba eficaz. Las estructuras principales que forman este sistema son el nódulo sinoauricular, nódulo auriculoventricular, y fascículo auriculoventricular que se ramifica en las fibras de Purkinje.
Los tejidos precisan diferentes volúmenes de flujo sanguíneo dependiendo de las condiciones, durante el ejercicio los requerimientos de oxígeno y nutrientes son mayores, por este motivo el corazón debe aumentar su frecuencia para satisfacer la demanda. Diferentes factores regulan la frecuencia cardíaca, algunos de los más importantes son el sistema nervioso vegetativo y las hormonas liberadas por las glándulas suprarrenales, sobre todo adrenalina y noradrenalina. Los nervios del sistema nervioso simpático que llegan al corazón aumentan la frecuencia cardíaca, por el contrario el nervio vago que pertenece al sistema nervioso parasimpático actúa disminuyendo la frecuencia. La adrenalina liberada a la sangre por las glándulas suprarrenales aumentan la frecuencia y contractilidad del corazón que por lo tanto expulsa mayor cantidad de sangre oxigenada en el mismo tiempo, favoreciendo la adaptación al ejercicio.
El corazón de un adulto normal medio representa aproximadamente el 0,5 % del peso corporal, con una media de entre 300 y 350 gramos. La hipertrofia de las células musculares cardíacas, por encima de los 500 gramos aproximadamente, el llamado «peso cardíaco crítico», aumenta el riesgo de una carencia de suministro de oxígeno al corazón agrandado, porque los vasos coronarios que aportan la sangre no crecen en la misma medida.

### Embriología
El tubo cardiaco primitivo se forma a partir de células de la placa cardiogénica. La placa cardiogénica deriva del mesodermo y se forma a partir del día 18 de la gestación. En ella se desarrollan dos estructuras tubulares que se fusionan y crean un único tubo cardíaco primitivo, llamado corazón tubular, el cual tiene una capa externa y una interna y una porción proximal y una distal. Este tubo primitivo da lugar a una serie de dilataciones sucesivas: seno, aurícula, ventrículo, bulbo y tronco. A lo largo del proceso de crecimiento del embrión, este tubo se plegará sobre sí mismo a la vez que las dilataciones primitivas se modificarán para dar lugar a las cavidades definitivas; del seno deriva el seno venoso (por donde regresa la circulación coronaria), la aurícula dará lugar a las aurículas, tras dividirse por el tabique interauricular. El ventrículo primitivo y el bulbo se diferencian en los ventrículos, mientras que el tronco cardíaco dará lugar a los tramos iniciales de la arteria aorta y la arteria pulmonar.

### Histología

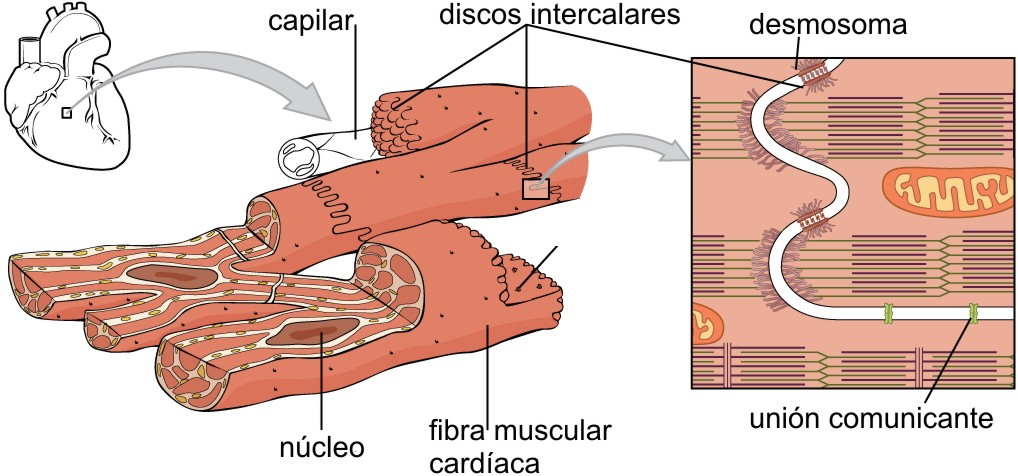

La célula principal que forma la pared del corazón es el cardiomiocito, o célula muscular cardiaca. Son células con un solo núcleo en posición central, más cortas que las células que forman el músculo esquelético, adoptan una disposición ramificada, presentan estrías transversales formadas por la superposición de filamentos de actina y miosina que le dan capacidad contráctil. Pueden aumentar su grosor por aumento del número de fibrillas cuando se produce una hipertrofia cardiaca, pero en general el número de células permanece estable. Se unen entre sí por unos complejos de unión que reciben el nombre de discos intercalares. Algunos cardiomiocitos funcionan como marcapasos y generan impulsos eléctricos automáticos que se transmiten y provocan la contracción sincrónica del corazón. Por este motivo en algunos textos se dice que el músculo cardiaco puede considerarse un músculo estriado de contracción involuntaria.

### Patología
Las afecciones del corazón que globalmente representan un problema de salud más importante son la cardiopatía isquémica y la insuficiencia cardíaca. La cardiopatía isquémica se debe a la disminución del flujo sanguíneo que recibe el corazón a través de las arterias coronarias como consecuencia de arterioesclerosis, dentro de la cardiopatía isquémica se incluye la angina de pecho y el infarto agudo de miocardio.
La insuficiencia cardiaca consiste en un déficit en la capacidad del corazón para bombear la cantidad de sangre necesaria, es la consecuencia final de la mayor parte de las enfermedades del corazón.
Otras enfermedades frecuentes son las valvulares, entre ellas la insuficiencia mitral, la estenosis mitral, la insuficiencia aórtica y la estenosis aórtica.
Las miocardiopatías son enfermedades que afectan al músculo del corazón. Algunas provocan un engrosamiento anormal del músculo cardíaco (miocardiopatía hipertrófica), otras hacen que el corazón se expanda y debilite de forma anormal (miocardiopatía dilatada). En algunos casos el músculo cardíaco se vuelva rígido y no pueda relajarse completamente entre las contracciones (miocardiopatía restrictiva). Estas afecciones suelen ser genéticas y pueden heredarse, la miocardiopatía dilatada, sin embargo, puede estar causada por daños provocados por toxinas como el alcohol. Algunas miocardiopatías, como la hipertrófica, están relacionadas con un mayor riesgo de muerte súbita, sobre todo en los deportistas. Muchas miocardiopatías pueden provocar insuficiencia cardíaca en las últimas fases de la enfermedad.
Las cardiopatías congénitas son enfermedades estructurales del corazón o los grandes vasos sanguíneos del tórax que tienen una repercusión en la función del órgano y se originan durante el periodo embrionario, por lo que ya están presentes en el momento del nacimiento, aunque pueden diagnosticarse durante el periodo fetal. El periodo comprendido entre la segunda y la séptima semana de embarazo es crucial en cuanto al posible desarrollo de este ripo de anomalías. Algunas de las más frecuentes son la comunicación interauricular, la comunicación interventricular, el ductus arterioso persistente y la tetralogia de Fallot.

## Invertebrados
En los anélidos el aparato circulatorio es cerrado, es decir la sangre circula por un conjunto de vasos sanguíneos que disponen de una pared que los aísla de otras estructuras. Hay uno o varios vasos contráctiles a lo largo del cuerpo que generan pequeñas dilataciones pulsativas. La lombriz de tierra, por ejemplo, dispone de 5 vasos sanguíneos contráctiles que propulsan la sangre a modo de 5 corazones.
Los cefalópodos como el pulpo son una excepción dentro de los moluscos y poseen un aparato circulario cerrado, disponen de tres corazones, uno central o sistémico y dos auxiliares llamados corazones branquiales que recogen la sangre venosa y la impulsan hacia las branquias para su oxigenación. Los corazones branquiales tienen dos aurículas y un ventrículo cada uno, y bombean hacia las branquias, mientras que el corazón sistémico bombea hacia el cuerpo.
Los artrópodos y la mayoría de los moluscos tienen un aparato circulatorio abierto. En este sistema, la sangre desoxigenada se acumula alrededor del corazón en las cavidades (senos). Esta sangre penetra lentamente en el corazón a través de muchos pequeños canales unidireccionales. Luego, el corazón bombea la sangre al hemocele, una cavidad entre los órganos. El corazón de los artrópodos es típicamente un tubo muscular que recorre todo el cuerpo, debajo de la espalda y desde la base de la cabeza. En lugar de sangre, el fluido circulatorio es hemolinfa.

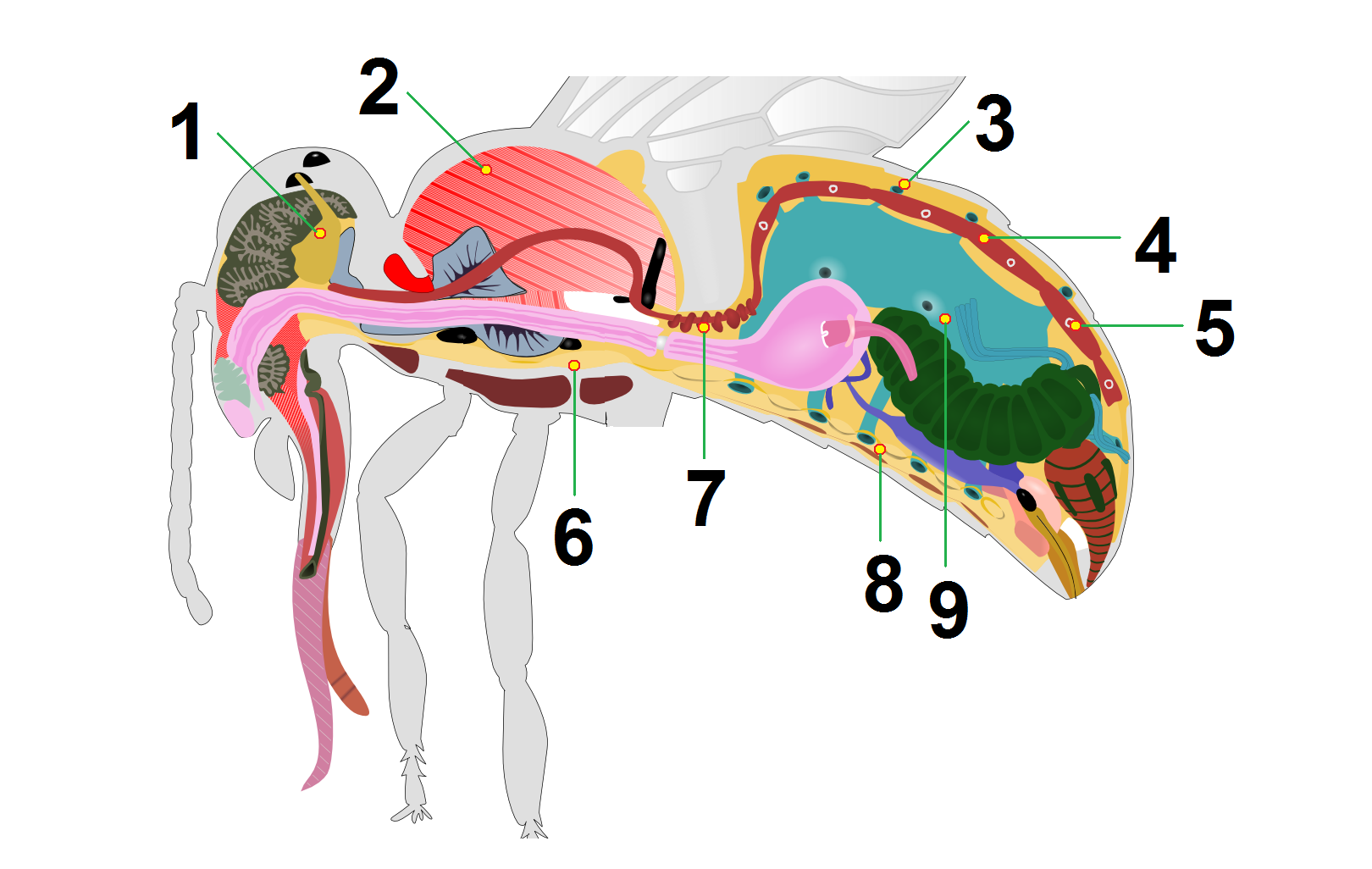
Esquema de una abeja donde se señala los elementos relacionados con el corazón:
4. Segmento central del corazón
5. Ostiolo
7. Vaso dorsal principal.

En los insectos no existe sangre, sino un líquido llamado hemolinfa que no transporta hemoglobina ni oxígeno. El aparato circulatorio de los insectos como el de todos los artrópodos es abierto, de tal forma que los órganos son bañados directamente por la hemolinfa. El corazón del insecto está formado por varios segmentos unidos en serie y se localiza en el abdomen, cada uno de los segmentos cuenta con dos orificios laterales u ostiolos por los que penetra la hemolinfa. La contracción del corazón impulsa la hemolinfa hacia un único vaso dorsal o aorta que baña a los diferentes órganos del insecto.

## Vertebrados

Esquema del corazón de un pez. Puede observarse el seno venoso, aurícula, ventrículo y cono arterial. Únicamente existe una aurícula y un ventrículo.

Los corazones de los vertebrados inicialmente disponían solamente de dos cámaras, una aurícula y un ventrículo. Sin embargo ese esquema se modificó con la aparición de los primeros peces capaces de respirar directamente aire atmosférico A partir de ese momento se fue desarrollando un segundo circuito, el de la circulación pulmonar. Todos los vertebrados tiene un corazón miogénico, es decir el propio órgano genera de forma autónoma los impulsos eléctricos necesarios para que tengan lugar las contracciones rítmicas. Sin embargo muchos invertebrados, entre ellos el bogavante, tienen corazones neurogénicos, en estos animales la contracción solo se produce en respuesta a estímulos del sistema nervioso, como ocurre en el músculo esquelético.

### Peces
Los peces tienen un aparato circulatorio cerrado con un corazón que bombea la sangre a través de un circuito único por todo el cuerpo. No existe corazón derecho e izquierdo como en los mamíferos. La sangre va del corazón a las branquias desde donde se distribuye por el resto del cuerpo, y finalmente regresa al corazón. En la mayor parte de las especies el corazón consta de cuatro partes: seno venoso, aurícula, ventrículo y bulbo arterioso, las cuatro colocadas en serie. El seno venoso es una cámara de paredes delgadas que recibe la sangre de las venas del pez antes de permitirle fluir a la aurícula, una cámara muscular grande y que sirve como un compartimento de dirección única que dirige la sangre hacia el ventrículo. El ventrículo es una bolsa muscular de paredes gruesas que al contraerse empuja la sangre a un tubo largo llamado bulbo arterioso. El bulbo arterioso se une con un gran vaso sanguíneo llamado aorta ventral, por el cual la sangre fluye hacia las branquias del pez y se ramifica en capilares que captan el oxígeno y dan origen a dos raíces aórticas dorsales que trasladan la sangre oxigenada a todo el cuerpo.

### Anfibios
Los anfibios muestran muchas similitudes en la estructura del corazón con los peces pulmonados. En los anfibio más primitivo como la salamandra sin pulmón (familia Plethodontidae, orden Caudata) la aurícula está parcialmente separada; sin embargo, en las ranas y los sapos (orden Anura) la aurícula está completamente dividida en un compartimento derecho y otro izquierdo, dando lugar a un corazón de tres cámaras (dos aurículas y un ventrículo). Una de las aurículas recibe la sangre de las venas pulmonares y la otra de la circulación general. Aunque el ventrįculo es único, el sistema está diseñado para que los dos tipos de sangre se mezclen en escasa proporción.

### Reptiles
El corazón de la mayoría de los reptiles presenta un ventrículo izquierdo solo parcialmente dividido. Los cocodrilianos son una excepción, pues tienen ventrículos derecho e izquierdo independientes no comunicados, además poseen algunas características únicas, del ventrículo izquierdo sale la arteria pulmonar y una arteria aorta sistémica izquierda, mientras que del ventrículo izquierdo surge la aorta sistémica derecha. Las dos aortas se comunican mediante el foramen de Panizza.

### Aves
Las aves disponen de un corazón similar al de los mamíferos y humanos con 2 aurículas y 2 ventrículos separados que bombean la sangre a la circulación pulmonar y general de forma independiente, sin que se mezclen las sangres de las 2 procedencias.

### Mamíferos
El corazón de los mamíferos tiene una estructura igual a la del corazón humano, con diferencias de tamaño que son aproximadamente proporcionales al peso del animal. Dado que las necesidades de oxígeno por gramo de peso corporal son más altas en los animales pequeños, estos tienden a tener una frecuencia cardiaca más alta. El corazón de una ballena azul de 100 toneladas pesa alrededor de 480 kg, sin embargo, funciona con una frecuencia cardíaca de solo 14 latidos por minuto, la de un elefante africano de 4100 kg es de 40 latidos por minuto, la de un caballo de 420 kg alrededor de 50 latidos por minuto, en un hombre adulto es por término medio de 70 latidos por minuto, asciende hasta los 105 latidos por minuto en un perro de 19 kg, 180 latidos por minuto en un gato de 4 kg, 300 latidos por minuto en una rata, y supera los 1000 latidos por minuto en la musaraña etrusca, el mamífero más pequeño conocido.

## Sociedad y cultura
El corazón fue identificado durante mucho tiempo como el centro de todo el cuerpo, el asiento de la vida, o la emoción, o la razón, la voluntad, el intelecto, el propósito o la mente. El corazón es un símbolo emblemático en varias creencias, y adquiere el significado de «verdad, conciencia o valor moral en muchas religiones: el templo o trono de Dios en el pensamiento islámico y judeocristiano; el centro divino, o atman, y el tercer ojo de la sabiduría trascendente en el hinduismo; el diamante de la pureza y la esencia del Buda; el centro taoísta de comprensión.»
En la Biblia hebrea, la palabra corazón, lev, se usa con estos significados, como el asiento de la emoción y la mente, y se refiere al órgano anatómico. También está conectado en función y simbolismo al estómago.
Se piensa que el corazón, o ib, constituye una parte importante del concepto del alma en la religión del Antiguo Egipto. Se creía que el ib o corazón metafísico se formaba a partir de una gota de sangre del corazón de la madre del niño, extraída en el momento de la concepción. Para los antiguos egipcios, el corazón era el asiento de la emoción, el pensamiento, la voluntad y la intención. Esto se evidencia en expresiones egipcias que incorporan la palabra ib, como Awi-ib para «feliz» (literalmente, «largo de corazón»), Xak-ib para «distanciado» (literalmente, «truncado de corazón»). En la religión egipcia, el corazón era la clave del más allá. Fue concebido como sobreviviente de la muerte en el mundo inferior, donde dio evidencia a favor o en contra de su poseedor. Se pensaba que el corazón era examinado por Anubis y una variedad de deidades durante la ceremonia del pesaje del corazón, en la cual se colocaban en una balanza de dos brazos el corazón del difunto de un lado y la pluma de Maat en el otro platillo, que simbolizaba el estándar ideal de comportamiento. Si la balanza se equilibraba, significaba que el poseedor del corazón había vivido una vida justa y podía entrar en la otra vida; si el corazón era más pesado, sería devorado por el monstruo Ammit.
El carácter chino para «corazón», 心, se deriva de una representación comparativamente realista que indica las cámaras del corazón en la escritura del sello. El vocablo chino xīn también toma los significados metafóricos de «mente», «intención» o «núcleo». En la medicina china, el corazón es visto como el centro de 神 shén, «espíritu, conciencia». El corazón está asociado con el intestino delgado, la lengua, gobierna los seis órganos y las cinco vísceras, y pertenece al fuego en los cinco elementos.
La palabra sánscrita para corazón es hṛd o hṛdaya, que se encuentra en el texto sánscrito más antiguo que se conserva, el Rigveda. En sánscrito, puede significar tanto el objeto anatómico como «mente» o «alma», que representan el asiento de la emoción. Hrd puede ser un afín de la palabra corazón en griego, latín e inglés.
Muchos filósofos y científicos clásicos, incluido Aristóteles, consideraban al corazón como la sede del pensamiento, la razón o la emoción, y a menudo ignoraban que el cerebro contribuía a esas funciones. La identificación del corazón como sede de las emociones en particular se debe al médico romano Galeno, quien también ubicó la sede de las pasiones en el hígado y la sede de la razón en el cerebro.
El corazón también jugó un papel en el sistema de creencias azteca, en algunos de sus rituales religiosos, el sumo sacerdote abría el pecho de la persona que iba a ser sacrificada, le sacaba el corazón arrancándolo con las manos y lo mostraba al sol.
En el catolicismo, ha habido una larga tradición de veneración del corazón, derivada de la adoración de las heridas de Jesucristo, que ganó prominencia desde mediados del siglo XVI. Esta tradición influyó en el desarrollo de la devoción cristiana medieval al Sagrado Corazón de Jesús y la veneración paralela del Inmaculado Corazón de María, popularizada por Juan Eudes.
La expresión «corazón roto» es una metáfora común que hace referencia al intenso dolor emocional o sufrimiento que se manifiesta después de haber perdido a un ser querido, ya sea a través de la muerte, divorcio, separación, traición, o rechazo romántico.